# A50 (Frankrijk)
De A50 is een Franse autosnelweg gelegen in het zuiden van het land die de stad Marseille verbindt met Toulon over een lengte van circa 65 km. Het eerste gedeelte van deze snelweg werd voor het verkeer geopend in 1962 tussen Marseille en Aubange. Omdat deze weg vanuit de stad Marseille gezien naar het oosten loopt, werd de weg daar toen ook wel de autoroute Est genoemd.
In 1967 werd de wegverbinding onder de oude haven van Marseille geopend (Tunnel Saint-Laurent).

## Tol
Voor het traject dient tol betaald te worden tussen Roquefort-la-Bédoule en Sanary-sur-Mer. De organisatie die dat deel van het traject beheert heet Escota. Zij was ook de eerste die in 1992 het zogenaamde systeem van Télépéage, ofwel elektronisch tolbetaling, invoerde in Frankrijk en wel voor dit traject.

## Knooppunten
- Knooppunt A50 / A55 bij Prado-Carénage
- Knooppunt met de A507 bij Florian
- Knooppunt met de A501 bij Aubagne
- Knooppunt met de A502 bij Aubagne
- Knooppunt met de A52 bij Aubange